# James Craig (architetto)
James Craig (31 ottobre 1739 – 23 giugno 1795) è stato un architetto e urbanista scozzese.
La sua breve carriera fu concentrata quasi interamente a Edimburgo.
È ricordato principalmente per il suo ordinamento della New Town di Edimburgo. Il suo progetto, che vinse il concorso del 1766, fu ideato come un semplice e lineare sistema di tre strade principali disposte parallelamente (Princes Street, George Street e Queen Street) con una piazza alla fine di ognuna (St Andrew's Square e Charlotte Square). Il progetto fu presentato al re Giorgio III nel 1767. Tra le sue altre opere si ricordano la Physicians' Hall in George Street, successivamente demolita e sostituita da una sala bancaria  costruita alla maniera palladiana, progettata da Playfair, e una Casa Osservatorio all'Osservatorio cittadino su Calton Hill.